# Жан Табак
Жан Табак (Сплит, 15. јун 1970) бивши је хрватски кошаркаш, а садашњи кошаркашки тренер. Тренутно је главни тренер Трефл Сопота.

## Клупска каријера
Кошаркашку каријеру започео је 1985. у дресу сплитске Југопластике. За седам година проведених у Сплиту освојио је три узастопне титуле европског првака (1989, 1990, 1991). Хјустон рокетси су га на НБА драфту 1991. одабрали као 51. пика. Ипак, није одмах отишао у Америку, већ је остао у Сплиту. 
Табак је каријеру 1992. године наставио у италијанском првенству, играјући за Ливорно и Милано. У две сезоне које је провео у италијанском првенству, просечно је бележио дабл-дабл учинак, шутирајући одличних 60% из игре.
Каријеру је наставио у НБА, када је 20. јула 1994. потписао за екипу Хјустон рокетса. Прве минуте одиграо је 5. новембра 1994. године. Као новајлија имао је малу минутажу, просечно играјући на паркету око 5 минута по сусрету. Укупно је те сезоне забележио 37 наступа у дресу Рокетса. 
Следеће године је изабран од стране новог тима Торонто репторса на драфту направљеном за њих. Тамо је забележио неколико утакмица у стартној петорци, играјући нешто више минута по утакмици. Међутим, крајем сезоне 1995/96. повредио се и пропустио завршницу НБА првенства. Следеће сезоне због повреде стопала одиграо је само 13 утакмица. Након што се опоравио, одмах је зарадио нову повреду. Сломио је кост у десној руци, па су га Репторси у размени играча у фебруару 1998. послали у Бостон селтиксе. Табак се следеће сезоне вратио у Европу и потписао за турски Фенербахче. Међутим, већ 1999. се вратио у НБА лигу и одиграо још две сезоне за Индијана пејсерсе.
Табак је након повратака из НБА, провео 4 године као члан шпанских клубова Реал Мадрида, Хувентуда и Малаге. Каријеру је завршио 2005. године освојивши шпански куп са Малагом.

## Репрезентација
Са репрезентацијом Хрватске освојио је сребрну медаљу на Олимпијским играма 1992. и бронзану медаљу на Европском првенству 1993.

## Тренерска каријера
Након завршетка кошаркашке каријере, Табак је постао тренер. Након неколико година асистентског посла у Реалу и Севиљи, први самостални посао имао је у екипи шпанског друголигаша Сент Хосепа током сезоне 2011/12. У јулу 2012. године постао је тренер пољског Трефл Сопота. У новембру 2012. постао је тренер Каха Лаборала. Ту је остао до краја сезоне, када је добио отказ.